# ロリ (アルバニア人歌手)
ロリ（アルバニア語: Lori、本名: Loreta Kaçka、1974年6月11日 - ）は、アルバニアのコルチャ出身のポップ・フォーク歌手。

## 来歴
- 5歳のとき、コルチャの子供祭に参加し、「Tring Zilja」を歌って優勝した[1]。
- ドゥラスにある芸術高校に通い、その後、医療系の2年制大学に通った[2]。
- 1999年、1作目のアルバムをリリース。
- 2002年、PoliFest に出場、「Mos U Largo」を歌い、準優勝。
  - その後も PoliFest に出場しており、2003年に3位（「Te Prita」）、2007年に2番目の審査員賞を受賞（「E Zeza」）、2008年に準優勝（「Shën Valentini」）、2009年に優勝（「Dielli」）。
- 2007年、ケンガ・マジケ（Kënga Magjike）に出場、「Amerika」を歌った。
- 2011年、ブレーロとのコラボレーション曲「Kthehu Sonte」をリリース[3][4]。
- 2015年6月6日、シュパト・カサピとのコラボレーション曲「Trego」のビデオクリップを公開[5]。

## ディスコグラフィー

### アルバム[6]
- E Si Ta Them
- Me Te Mirat Nga Lori
- Mendo.....（2004年）
- Dua（2005年）
- Profiter Në Dashuri（2007年）
- Nuk Je Ti（2010年）
- Per Ty（2011年）
- Kalle Mjeshtër（2013年）
- Bravo（2014年）
- Live 2016